# メガ・ムーバーズ〜巨大建造物を移動せよ〜
『メガ・ムーバーズ〜巨大建造物を移動せよ〜』とは、ヒストリーチャンネルで放送されているアメリカ製作のテレビ番組。

## 内容
歴史的建造物や現代の建築物までありとあらゆる建築物を動かす過程を克明に記録したドキュメンタリーである。建物をそのまま動したり、いくつかに分割して移動させるなど業者の創意工夫を垣間見ることが出来る。

## 放送内容
- 巨大な橋
- 宇宙への運搬
- 空母イントレピッドを動かす
- 風変わりな建造物
- 軍用機の引き上げ
- 高層建造物